# Sossio
Sossio  è un nome proprio di persona italiano maschile.

## Varianti
- Maschili: Sosso[1], Sosio[1][2]
- Femminili: Sossia[1], Sossa[1], Sosia[1]

## Origine e diffusione
Deriva dal gentilizio latino Sosius, di età repubblicana, la cui etimologia, incerta, potrebbe essere latina. Altre fonti propongono invece un'origine greca, da Σῶσος (Sosos), basato su σῶς (sos, "salvo", "illeso", da cui anche Sostene e Socrate), col significato di "salvatore".
Il nome gode di scarsa diffusione in Italia, ed è proprio della Campania, specie della zona di Napoli, dov'è accentrato il culto di san Sossio.

## Onomastico
L'onomastico ricorre il 23 settembre in memoria di san Sossio o Sosio, diacono di Miseno, martire insieme a san Gennaro ed altri compagni a Pozzuoli sotto Diocleziano.

## Persone
- Sossio Aruta, calciatore italiano
- Sossio Giametta, filosofo e giornalista italiano
- Sossio Pezzullo, politico italiano

### Variante Sosio
- Gaio Sosio, generale e politico romano
- Quinto Pompeo Sosio Prisco, politico e senatore romano
- Quinto Pompeio Sosio Falcone, senatore romano
- Quinto Sosio Senecione, politico e militare romano
- Sosia Galla, nobildonna romana